# Liste de monastères de moniales franciscaines
Cet article liste les monastères de moniales franciscaines actuels ou ayant existé, classés par pays. Il s'agit des monastères de religieuses contemplatives de spiritualité franciscaine.
Ces monastères ont pu dépendre, a différentes époques, d'ordres, congrégations, fédérations ou groupements divers, dont les principaux sont :
- l'ordre de la Bienheureuse Vierge Marie (Annonciades) (1501-)
- les Clarisses ou Pauvres Dames ou Pauvres Claires
  - les Clarisses de la Première Règle
  - les Clarisses Capucines ou Capucines
  - les Clarisses Colettines ou Colettines
  - les Clarisses Urbanistes ou Urbanistes
- les Pauvres Claires de l'Adoration perpétuelles (fondées en France)
- les Franciscaines conceptionnistes ou Conceptionnistes
- les Franciscaines du Très Saint Sacrement
- les Franciscaines de l'Immaculée Conception
- les Franciscaines de Sainte-Élisabeth
- les Franciscaines de Jésus-Hostie
- les Franciscaines de Notre-Dame de la Mission
- les Pénitentes Récollettes de Saint François
- les Tertiaires régulières franciscaines

On dénombre en 2007 seize observances et 73 fédérations de moniales franciscaines.
La supérieure des monastères de Clarisses porte le titre d'abbesse, mais il ne s'agit pas à proprement parler d'abbayes.
Les dates indiquées entre parenthèses correspondent à la fondation et à la fermeture du monastère actif de moniales franciscaines considéré.
Les monastères actifs sont signalées en caractères gras.
- Haut – A
- B
- C
- D
- E
- F
- G
- H
- I
- J
- K
- L
- M
- N
- O
- P
- Q
- R
- S
- T
- U
- V
- W
- X
- Y
- Z

## A

### Algérie
- Monastère d'Alger (Colettines) (1932)

### Australie
- Monastère de Sydney (1951) (Colettines)
- Monastère de Waverley (1883) (Clarisses de la Première Règle) [1].

## B

### Bolivie
- Monastère de Cochabamba
- Monastère de Sucre (Urbanistes)

## C

### Canada
- Monastère de Valleyfield (Salaberry-de-Valleyfield, Québec) [2].

### Colombie
- Monastère de Bogota (Urbanistes)
- Monastère de Chiquinquira (Urbanistes)
- Monastère de Jerico (Urbanistes)
- Monastère de Medellin
- Monastère de Nueva Pamplona (Urbanistes)
- Monastère de Snta Rosa de Osos (Urbanistes)
- Monastère de Tunja (Urbanistes)

## E

### Égypte
- Monastère d'Alexandrie (Colettines) (1919)

### Équateur
- Monastère de Quito (Urbanistes) (1596)

### États-Unis
- Monastère de Bordentown (1909) (New-Jersey)
- Monastère de Boston (1906) (Massachusetts)
- Monastère du Christ-Roi de Delray Beach (Delray Beach, Floride) [3].
- Monastère d'Evansville (1896) (Indiana)
- Monastère de Loswell (1947) (Massachusetts)
- Monastère de Memphis (1932) (Tennessee)
- Monastère de New-York (1915) (New-York)
- Monastère de la Nouvelle-Orléans (1880) (Louisiane)
- Monastère d'Omaha (vers 1876) (Nebraska)
- Monastère de Philadelphie (1916) (Pennsylvanie)
- Monastère de Sauk-Rapids (1923) (Minnesota)
- Monastère de Spokane (1914) (Washington)

## G

### Guatémala
- Monastère d'Huehuetenango [4].

## I

### Indonésie
- Monastère de Fjitjoeroeg (Urbanistes) (Java) [5].

### Irlande
- Monastère de Carlow (Colettines) (1893) (comté de Carlow)[6].
- Monastère de Cavan
- Monastère de Cork (Colettines) (1915)
- Monastère de Dublin (Donnybrook) (Colettines) (1906) [7].
- Monastère de Dublin (Harol's Cross) (1712)
- Monastère d'Ennis (1958) (Ennis, comté de Clare) [8].
- Monastère de Galway (Colettines) (1629)
- Monastère de Kenmare (1861) (Kenmare, Kerry)

### Italie
- Monastère d'Assise (Colettines) (1905) [9].
- Monastère de Florence

## J

### Japon
- Monastère d'Hiroshima (Urbanistes) (1951)
- Monastère de Tokyo (Colettines) (1947)

## L

### Liban
- Monastère Sainte Claire de Notre Dame de l'Unité, à Yarzé, Baabda

## M

### Malte
- Monastère de Malte (Colettines)

### Maroc
- Monastère de Casablanca (Colettines) (1932)
- Monastère de Rabat (Clarisses de la Première Règle) (1933)

### Myanmar
- Monastère de Pégu (?-1950)[10].

## P

### Pays-Bas
- Monastère d'Ammersiden (Urbanistes) [11].
- Monastère d'Amsterdam (Capucines) (1919)
- Monastère d'Eindhoven (Colettines) (1936)
- Monastère d'Helmon (Colettines) (1900)
- Monastère de Megen (Urbanistes)
- Monastère de Tilburg (Colettines) (1889)
- Monastère de Vaals (Capucines) (1905) [12].

### Portugal
- Monastère de Braga (Capucines de l'Eucharistie)
- Couvent de Santa Clara à Funchal
- Monastère de Laveiras-Caxias (Capucines de l'Eucharistie)
- Monastère de Lisbonne (Capucines de l'Eucharistie)
- Monastère de la Réparation de Lisbonne (Clarisses de la Première Règle)
- Monastère de Lourical (Clarisses de la Première Règle) (1709)
- Monastère de Porto (Capucines de l'Eucharistie)

## R

### Royaume-Uni

#### Angleterre
- Monastère d'Arkley (Hertfordshire)
- Monastère d'Arundel (Colettines) (1886-) (Sussex de l'Ouest) [13].
- Monastère de Beddesley Clinton (West Midlands)
- Monastère de Chester (1944)
- Monastère de Crapstone (1917)
- Monastère de Darlington
- Monastère Notre-Dame et Saint-Joseph d'Ellesmere (Colettines) (1947) (Shropshire) [14].
- Monastère de Formby (1930-1941) [15].
- Monastère d'Hereford (1880)
- Monastère de Leyland (1941) [16].
- Monastère de Liverpool (Colettines) (1903)
- Monastère de Londres (Colettines) (1857)
- Monastère de Lynton (Devon du Nord) [17].
- Monastère de Manchester (Colettines) (1863)
- Monastère de Nottingham (Colettines) (1929)
- Monastère de Scartingwell (Colettines) (1948)
- Monastère de Sclerder (1914) (Cornouailles)
- Monastère de Southampton (Colettines) (1905)
- Monastère de Woodchester (Woodchester, Stroud, Gloucestershire)
- Monastère de Woodford Green (Colettines) (1920-1969) (Woodford)
- Monastère d'York (Colettines) (1865)

#### Écosse
- Monastère de Blantyre
- Monastère de Bothwell [18].
- Monastère d'Édimbourg

#### Irlande du Nord
- Monastère de Belfast (Colettines) (1924)

#### Pays de Galles
- Monastère Tŷ Mam Duw d'Hawarden (Colettines) (1928) (Hawarden, Sir y Fflint) [19].
- Monastère de Neath (Colettines) (1950) (Neath, West Glamorgan) [20].

## S

### Suisse
- Monastère Ste Claire (Clarisses) (Jongny)
- Monastère de Montorge (1628) (Capucines) (Fribourg)

## T

### Thaïlande
- Monastère de Ban Pong (Capucines) (1935)

## U

### Uruguay
- Monastère de Montevideo (Capucines) (1937)

## V

### Vietnam
- Monastère de Vinh (Colettines) (1935) (Annam) [21].